# Эрузионе, Майк
Ма́йкл Э́нтони Эрузио́не (англ. Michael Anthony Eruzione; род. 25 октября 1954, Уинтроп) — бывший американский хоккеист, игравший на позиции левого нападающего. Олимпийский чемпион-1980 в Лейк-Плэсиде в составе сборной США, автор победного гола в знаменитом матче со сборной СССР.

## Биография

### Хоккейная карьера
Эрузионе был одним из пяти хоккеистов сборной США, который не был выбран ни одной командой на драфте НХЛ. Он играл за команду Бостонского университета «Бостон Юниверсити Терьерс», дважды входил в Первую команду звёзд ECAC и по итогам сезона 1976–77 вошёл во Вторую команду звёзд . По итогам сезона 1976/77 Эрузионе заработал 64 очков, забросив 23 шайбы и отдав 41 передачу. 
С 1977 по 1979 год играл в «Толедо Голдиггерс», в котором по итогам сезона 1977/78 заработал 86 очков.
В составе сборной США Эрузионе принимал участие на ЧМ-1975 и ЧМ-1976, на котором американцы остались без медалей. Он был капитаном сборной США на Олимпийских играх 1980 года в Лейк-Плэсиде, где в матче со сборной СССР забросил решающую и победную шайбу; матч закончился сенсационной победой «звёздно-полосатых» со счётом 4:3.

### Политическая деятельность
Эрузионе на президентских выборах 2008 года проголосовал за кандидата от демократов Барака Обаму. Спустя четыре года, на президентских выборах 2012 года Эрузионе выступил в поддержку республиканцев, поддержав кандидата в президенты Митта Ромни. 
В 2016 году Эрузионе на президентских выборах поддержал Дональда Трампа. 
В феврале 2020 года Эрузионе и 13 его товарищей по чемпионской команде посетили предвыборной митинг Дональда Трампа в Лас-Вегасе, где некоторые хоккеисты, как и он сам, были одеты в красные кепки с надписью «Keep America Great». Позже Эрузионе также выразил удивление возмущением, вызванным его появлением с Трампом и объяснил, что он просто надел кепку и сказал, что не следит за политикой.